# 日産・Y型エンジン
日産・Y型エンジンは日産自動車がかつて製造していたV型8気筒OHVガソリンエンジンである。高級車専用に1990年まで製造された。バンク角は90度。日産・VHエンジンと日産・VKエンジンが後継にあたる。

## バリエーション

### Y40
1965年登場。最高出力は197 PSであり、日産のエンジンの中では当時最高レベルのものであった。ちなみにプリンス自動車が日産・プリンスロイヤル専用に開発していたW64 V型8気筒エンジンとは直接の関係はない。
- 搭載車種[1]
  - プレジデントH150型 (1965-1973)
  - セドリックY130型パトロール (1965-1971)

### Y44
1973年登場。
- 搭載車種
  - プレジデントH250型

### Y44E
1975年4月登場、1990年10月まで搭載。自動車排出ガス規制に対応するための機器が装着され、日産の市販車としてNAPSの名称が初めて用いられたエンジンでもあった。
- 搭載車種
  - プレジデントH250型